# Малостранские мостовые башни

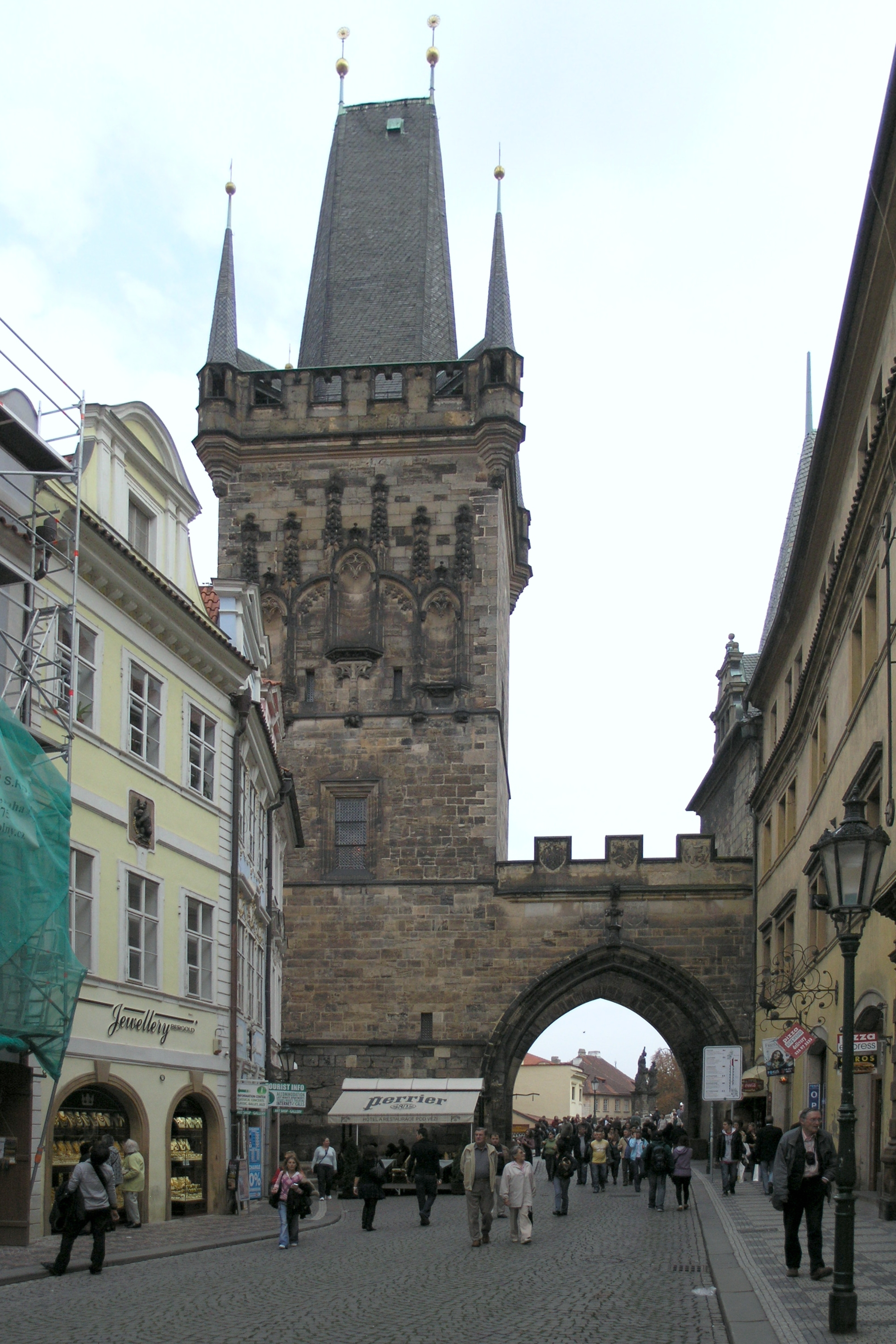

Малостранские мостовые башни (чеш. Malostranské mostecké věže) — две башни на западном, малостранском конце Карлова моста, отличающиеся друг от друга по высоте и по архитектурному облику, стилю. Они соединены мощной двойной аркой в единое целое, и обрамляют проход с Карлова Моста на Малу Страну. Здесь же начинается улица Мостецка.

## Низкая башня
Низкая башня называется Юдитина башня, так как когда-то она была частью Юдитина моста, стоявшего на месте нынешнего, Карлова. Построена в романском стиле во второй половине XII века. Приблизительно в 1591 году башня была перестроена в духе ренессанса. Зубцы заменили щитами, фасад был украшен сграффито, прорубили окна.

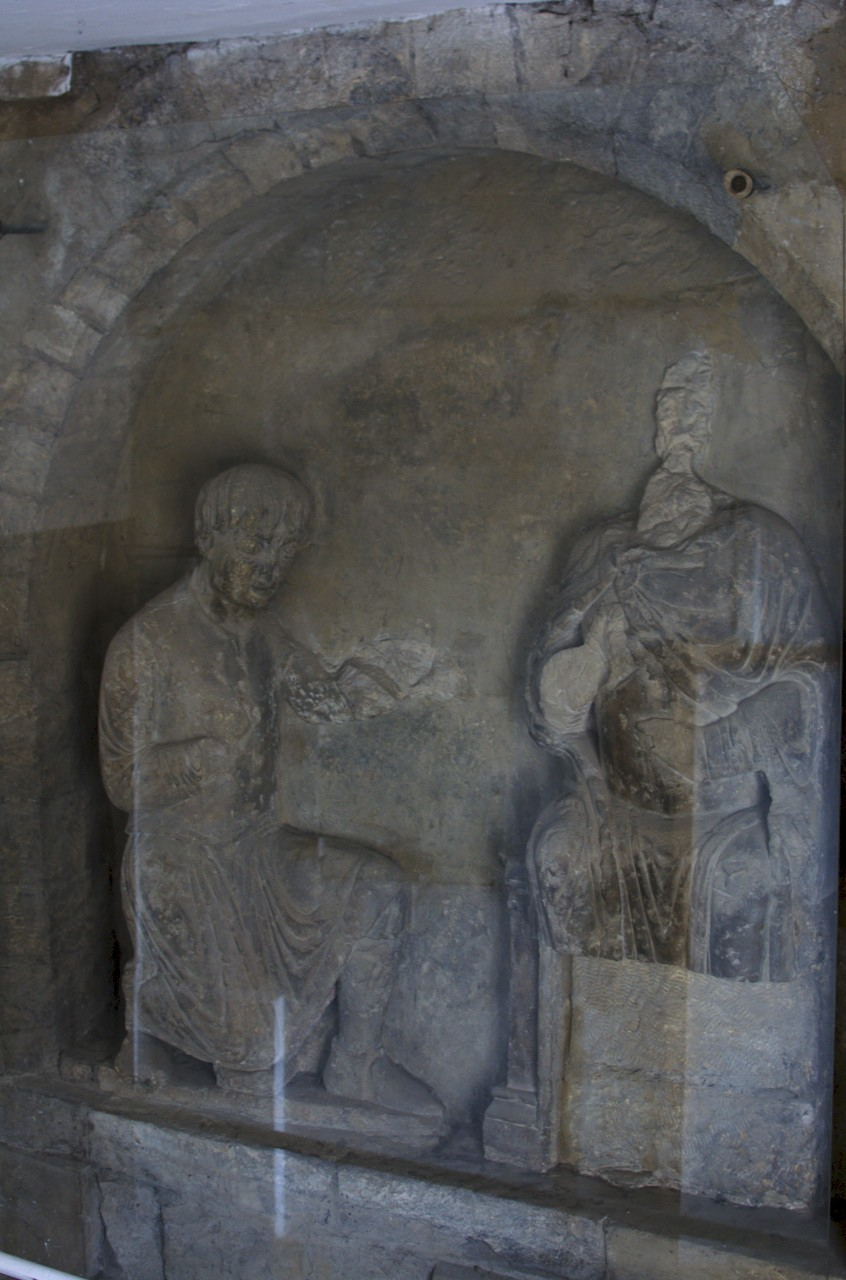
Рельеф, найденный в конце XIX века

В конце XIX века на фасаде обнаружили замурованную нишу. В ней находился монументальный рельеф. На нём фигура молодого мужчины, стоящего на коленях, который что-то берёт или наоборот — подаёт фигуре на троне. Смысл сцены и личности фигур не известны, но, тем не менее, очевидно, что это чешская скульптура романской эпохи, с чертами французской монументальной пластики.

## Высокая башня
Высокая башня, готическая, стоит приблизительно на месте старой, второй романской башни. Её фундамент предположительно был поставлен ещё во времена Парлера, в начале XV века. Однако построена она была позже — в 1464 году, при короле Иржи из Подебрад, из-за гуситских войн. Башня похожа на Староместскую мостовую башню, однако она проще, у неё нет стольких скульптурных украшений, сложной символики в пластическом декоре. Сегодняшний вид башня приобрела после реконструкции архитектора Йосефа Моцкера в 1879—1883 годах.

## Портал
Готический портал был построен вероятнее всего во времена Вацлава IV. Он состоит из двух готических арок, и когда-то закрывался дубовыми воротами и железной решеткой. Со стороны моста за башенными зубцами есть проход, соединяющий обе башни. На зубцах вырезаны гербы с имперской орлицей, чешским львом и герб Верхних Лужиц. Под ними гербы Старого Места и Мале Страны.